# Володарський округ
Володарський район (рос. Володарский район) — адміністративно-територіальна одиниця (район) та муніципальне утворення (муніципальний район) у західній частині Нижньогородської області Росії.
Адміністративний центр — місто Володарськ.

## Історія
Район було утворено 1943 року.

## Населення
| 1989    | 2002    | 2008    | 2009    | 2010    | 2011    | 2012    |
| ------- | ------- | ------- | ------- | ------- | ------- | ------- |
| 49 119  | ↗59 498 | ↘56 169 | ↘56 041 | ↗58 807 | ↘58 768 | ↗58 778 |
| 2013    | 2014    | 2015    | 2016    | 2017    |         |         |
| ↗58 783 | ↘58 499 | ↘58 169 | ↘57 993 | ↗58 043 |         |         |